# إدوارد بينيت روزا
إدوارد بينيت روزا (بالإنجليزية: Edward Bennett Rosa) (و. 1873 – 1921 م) هو فيزيائي، ومهندس وكان عضواً في الأكاديمية الوطنية للعلوم .

## التعليم
تعلم في جامعة وسليان، وجامعة جونز هوبكينز

## جوائز
حصل على جوائز منها:
- وسام إليوت كريسون  [لغات أخرى]‏.